# Bataille d'Argentré (1799)
Pour les articles homonymes, voir Bataille d'Argentré.
Chouannerie
Batailles
- Liffré
- 1re Argentré
- Expédition de Quiberon
- Plouharnel
- Quiberon
- Segré
- 1er Rocher de La Piochais
- La Ceriseraie
- La Cornuaille
- 1re La Croix-Avranchin
- La Vieuville
- Boucéel
- 1re Saint-James
- 2e Rocher de La Piochais
- 2e La Croix-Avranchin
- Auverné
- Andigné
- Croix-Couverte
- Tinchebray
- L'Auberge-neuve
- Locminé
- Saint-Hilaire-des-Landes
- Val de Préaux
- Le Grand-Celland
- 2e Argentré
- Noyant-la-Gravoyère
- La Hennerie
- Saint-Aubin-du-Cormier
- Le Mans
- Nantes
- Saint-Brieuc
- Le Lorey
- Mont-Guéhenno
- La Tour d'Elven
- 2e Saint-James
- Les Tombettes
- Pont du Loc'h

La bataille d'Argentré a lieu le 4 août 1799, lors de la Chouannerie. Elle s'achève par la victoire des chouans qui s'emparent d'une diligence et repoussent plusieurs colonnes républicaines.

## Prélude
À l'été 1799, les chouans de la région de Vitré sont parmi les premiers à reprendre les armes en Bretagne, après trois années de paix. La division de Vitré est reformée et passe sous le commandement de François-Gaspard de La Nougarède, dit Achille le Brun, lui-même secondé par Joseph Picot de Limoëlan et Louis Hubert.
Les 3 et 4 août 1799, deux attaques de diligences sont commises près de Vitré, sur la route entre Rennes et Paris. Lors de la première attaque, un soldat républicain est tué et le reste de l'escorte se rend. Les prisonniers sont ensuite conduits par les chouans dans la forêt du Pertre, où ils sont désarmés, déshabillés et ont les cheveux coupés. Ils sont relâchés sur parole le lendemain et renvoyés sous la conduite d'un guide qui reçoit deux billets signés par Achille le Brun,. Le premier billet est un sauf-conduit ordonnant aux chouans « de ne point inquiéter ces militaires, renvoyés sur leur parole de ne se porter à aucune horreur sur les habitants des campagnes, au cas qu'ils fussent obligés de revenir ». Le second est une notification aux autorités militaires et civiles que « les preuves de clémence et de générosité », ainsi données, « ne finiront qu'au cas où ces autorités continueraient à tyranniser les habitants des campagnes et à faire des horreurs ».

## Déroulement
Le 4 août, une deuxième diligence est attaquée par plus d'un millier de chouans. D'après le rapport du général Schilt, commandant de la 13e division militaire, basée à Rennes, les 125 hommes de l'escorte font une décharge, mais entourés de toutes parts, ils prennent rapidement la fuite. Les chouans font huit prisonniers, puis font descendre les voyageurs pour fouiller la voiture. Mais d'après Schilt, « n'ayant point trouvé de fonds à la République, les chefs ont forcé leurs subordonnés à rendre l’argent qu'ils avaient pris à trois voyageurs, auxquels ils ont laissé la faculté de continuer leur route ».
Informée de l'attaque, la ville de Vitré fait aussitôt sortir une troupe de 130 hommes divisée en deux colonnes, et constituée en partie de soldats de la 24e demi-brigade légère, qui font mouvement sur la forêt du Pertre. Une des colonnes, commandée par le capitaine Beaumier, rencontre les chouans à Argentré-du-Plessis, au sud-est de Vitré. D'après le récit d'un officier de la colonne, les royalistes font quelques décharges en étant embusqués en avant du bourg, puis ils se replient à l'intérieur. Les républicains tentent d'emporter le bourg, mais ils sont repoussés par les chouans, barricadés dans les maisons, qui fournissent un feu vif et meurtrier. Ils décident donc de se replier, mais leur retraite est coupée par un détachement de chouans qui les prend à revers à l'arrière du village. Le capitaine Beaumier rassemble alors sa troupe et fait sa retraite sur le bourg d'Étrelles, à l'ouest d'Argentré, où le combat s'engage de nouveau.
Une autre colonne de 150 hommes, formée en partie par l'escorte de la diligence, se porte à son tour à la rencontre des chouans, mais est elle est également repoussée. Les combats s'interrompent ensuite et les chouans se dispersent.
Les notes de l'officier chouan Toussaint du Breil de Pontbriand font aussi mention d'un combat livré par la division de La Nougarède à Argentré le 4 août 1799, mais celui-ci ne donne pas davantage de détails dans ses mémoires. Il indique cependant que la division se fit, au cours de cette période, « une belle réputation ».

## Pertes
D'après le rapport du général Schilt, les pertes républicaines sont de 42 tués, dont un capitaine et un lieutenant. Le capitaine Beaumier est quant à lui blessé. Le rapport d'un officier républicain fait également mention de « trois officiers tués, huit sous-officiers et autant de soldats » pour la colonne de Beaumier. Celui-ci affirme également que deux chasseurs faits prisonniers par les chouans sont fusillés deux heures après le combat.